# USS Orizaba (ID-1536)
El USS Orizaba (ID-1536/AP-24) fue un barco de transporte de la Armada de los Estados Unidos durante la Primera y la Segunda Guerras Mundiales. Era buque gemelo del USS Siboney, aunque ambos no formaban una clase naval. En su extensa y variada carrera, fue nombrado USAT Orizaba mientras operaba para la armada estadounidense, SS Orizaba en el período de entreguerras como transporte civil de la Ward Line y Duque de Caxias (U-11) mientras funcionó como barco auxiliar en la Marina de Brasil tras la Segunda Guerra Mundial.
El Orizaba realizó quince viajes transatlánticos mientras sirvió con la Armada de los Estados Unidos transportando tropas a y desde Europa en el transcurso de la Primera Guerra Mundial, llegando a marcar el segundo promedio más corto de tiempo permanecido en puerto de todos los transportes de la armada. El barco fue entregado en 1919 al Departamento de Guerra para su uso como transporte de tropas del ejército con la denominación USAT Orizaba. Después de la Gran Guerra, la nave fue devuelta a la Ward Line, su anterior propietaria. Durante breve tiempo realizó el servicio transatlántico hacia España y hasta 1939, operado por United States Lines, se ocupó de la ruta Nueva York–Cuba–México. Mientras el Orizaba pertenecía a la Ward Line, el poeta estadounidense Hart Crane se suicidó saltando desde su cubierta de popa al mar mientras navegaba frente a las costas de Florida en abril de 1932.
Durante la Segunda Guerra Mundial el barco fue requisado por la Administración de Transporte Naval de Guerra del gobierno estadounidense y nuevamente destinado al Departamento de Guerra con el nombre de USAT Orizaba. Tras completar un viaje como transporte del ejército, fue transferido a la armada estadounidense y registrado como USS Orizaba (AP-24). Completó numerosas travesías transatlánticas, resultó dañado por un ataque aéreo durante la invasión Aliada de Sicilia y viajó en varias ocasiones a Sudamérica. El transporte también sirvió en el teatro de guerra del Pacífico, donde completó varios viajes transpacíficos, incluido uno a las islas Aleutianas.
En junio de 1945, el Orizaba fue transferido a la Marina de Brasil bajo los términos de la Ley de Préstamo y Arriendo y allí sirvió con el nombre de Duque de Caxias (U-11). En agosto de 1945, transportó a parte de la Fuerza Expedicionaria Brasileña desde Nápoles hasta Río de Janeiro. En 1947 el veterano barco resultó gravemente dañado por un incendio, pero fue reparado y permaneció en servicio. Transferido de forma permanente a Brasil en 1953, el Duque de Caxias estuvo en servicio hasta 1959 y fue desguazado en 1963.

## Primera Guerra Mundial
El Orizaba, nombrado así por la localidad de Orizaba, situada en el estado mexicano de Veracruz, fue encargado por la Ward Line y construido en los astilleros de William Cramp & Sons Ship and Engine Building Company en Filadelfia, donde fue botado en febrero de 1917. A mediados de ese mismo año, la Junta de Barcos Mercantes de los Estados Unidos (USSB por sus siglas en inglés) requisó y se hizo con la titularidad de todos los proyectos de construcción naval que estaban en marcha, entre ellos el todavía incompleto Orizaba y su buque gemelo Siboney. Los planes para ambos barcos se modificaron para servir como transportes de tropas. Una vez terminado el Orizaba, el 11 de abril de 1918 la USSB lo destinó a la armada para que sirviera como transporte y el 27 de mayo fue registrado con la denominación USS Orizaba.

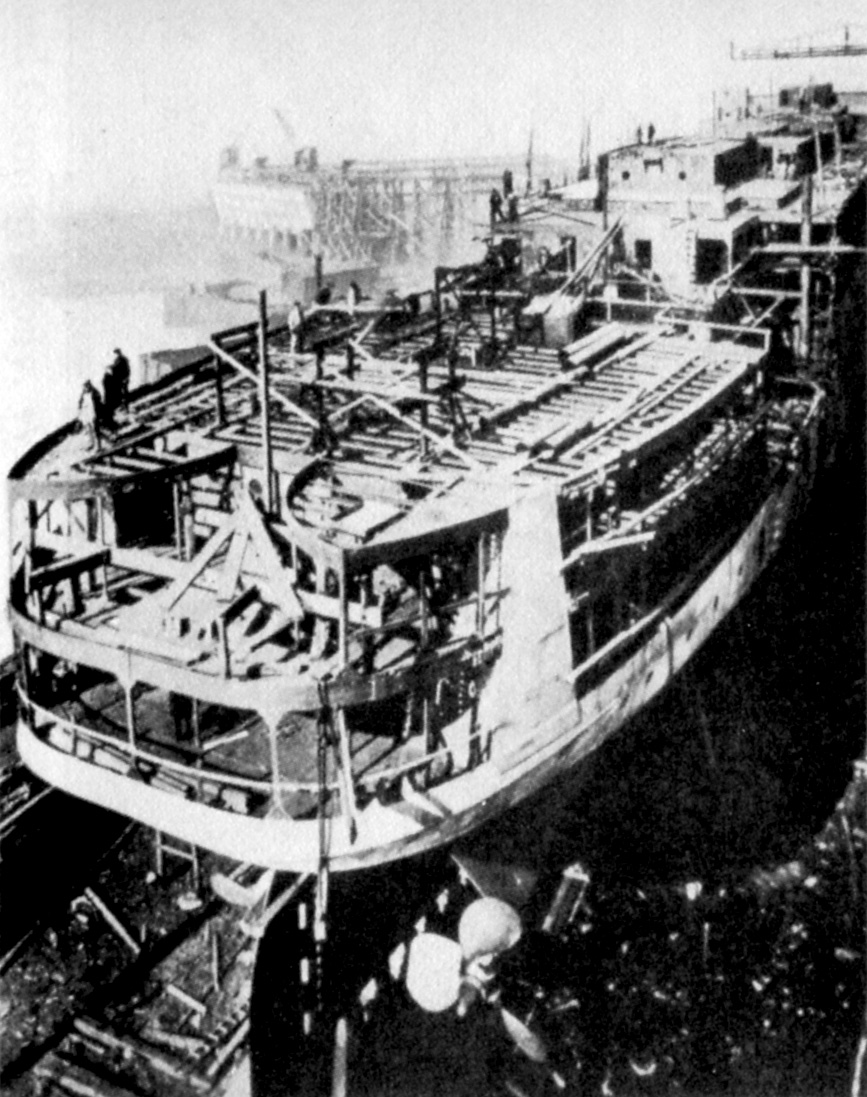
El Orizaba durante su construcción en el astillero William Cramp & Sons en Filadelfia, c. 1917.

Asignado al Servicio de Transporte Atlántico, el barco trasladó a 15 000 militares en seis viajes a Francia antes del final de la Primera Guerra Mundial. En uno de esos viajes, el oficial ejecutivo del Orizaba, el experto en municiones William Price Williamson, trabajó estrechamente con Richard Drace White, comandante del barco y también experto en municiones, para desarrollar un lanzador de cargas de profundidad que fuera viable y ofreciera a los barcos que transportaban tropas una medida de protección eficaz contra los submarinos enemigos. Williamson modificó un cañón Lyle para funcionar como lanzador de cargas de profundidad y lo probó con éxito el 16 de agosto de 1918. Cuando al día siguiente llevaba a cabo otra prueba con un propelente de mayor potencia, la carga explotó prematuramente y provocó la muerte de Williamson y otros tres marineros. White, cuatro oficiales y veintidós marineros resultaron heridos por la explosión accidental.
Cuatro días después, a las 08:30 del 21 de agosto, desde el Orizaba, que navegaba junto al Siboney, avistaron a un submarino enemigo mientras se sumergía. El Orizaba intentó embestirlo y lanzó cargas de profundidad, pero no se pudo saber si el ataque tuvo éxito.
En diciembre de 1918, el barco estuvo asignado temporalmente al servicio del gobierno francés para la repatriación de prisioneros de guerra franceses, belgas e italianos. Liberado de esta tarea el 10 de enero de 1919, se unió a la Fuerza de Cruceros y Transportes en Brest, en el seno de la cual completó nueve viajes transatlánticos en los que devolvió a Estados Unidos a 31 700 soldados. Tras completar su servicio como transporte de tropas en el verano de 1919, el Orizaba fue dado de baja en la armada el 4 de septiembre y devuelto al ejército para funcionar como transporte bajo el nombre USAT Orizaba. El barco sirvió en esta tarea hasta 1920, año en que fue devuelto a la Ward Line.
Según el Departamento Estadístico de la Armada de los Estados Unidos, el Orizaba fue el segundo transporte que menos tiempo pasó en puerto de los 37 barcos que se emplearon para estas tareas durante la Primera Guerra Mundial. Completó quince travesías transatlánticas de ida y vuelta, con una duración media de treinta días en cada una mientras que la media de los transportes de la armada era de casi cuarenta días.

## Período de entreguerras
Después de que el Orizaba y el Siboney fueran readquiridos por la Ward Line, en 1920 ambos fueron destinados al servicio transatlántico en las rutas Nueva York–Cuba–España. El Orizaba en concreto hacía escalas en los puertos españoles de La Coruña, Santander y Bilbao. Ambos barcos gemelos tenían capacidad de acomodo para 306 pasajeros de primera clase, 60 de segunda y 36 de tercera. Cada barco comenzó haciendo varios viajes en esta ruta, pero la escasez de pasajeros —y el incidente del encallamiento del Siboney en Vigo en septiembre de 1920— llevó al abandono de la misma.
En octubre de 1921, el Orizaba comenzó a realizar el servicio Nueva York–Cuba–México, una ruta exitosa gracias en parte a la promulgación de la Ley seca en los Estados Unidos. Los cruceros de la Ward Line a La Habana eran de los más rápidos y baratos para conseguir lo que un escritor describió como «vacaciones de borrachera». En 1924 el barco fue sometido a una importante remodelación que, entre otras modificaciones, alargó la longitud de sus chimeneas. Un viaje típico de estos años partía de Nueva York e incluía escalas en Nasáu, La Habana, Progreso, Veracruz y Tampico.
A principios de la década de 1930, el barco continuaba realizando una ruta similar, aunque ya no fondeaba en los puertos de Nasáu y Tampico. Fue en esta época cuando el poeta estadounidense Hart Crane saltó a la muerte desde el Orizaba. Hacia el mediodía del 27 de abril de 1932, mientras el barco se dirigía a Nueva York, unos 443 km al norte de La Habana y a 16 km de la costa de Florida, Crane, vestido con pijama y abrigo, se subió a la popa de la nave y saltó al mar. El capitán del Orizaba detuvo inmediatamente el crucero y lanzó cuatro botes salvavidas que buscaron en vano durante cuatro horas, pues no se encontró ni rastro del poeta. Antes de saltar, Crane había estado bebiendo alcohol y la noche anterior había sido víctima de una agresión homofóbica por parte de un miembro de la tripulación que le propinó una brutal paliza.

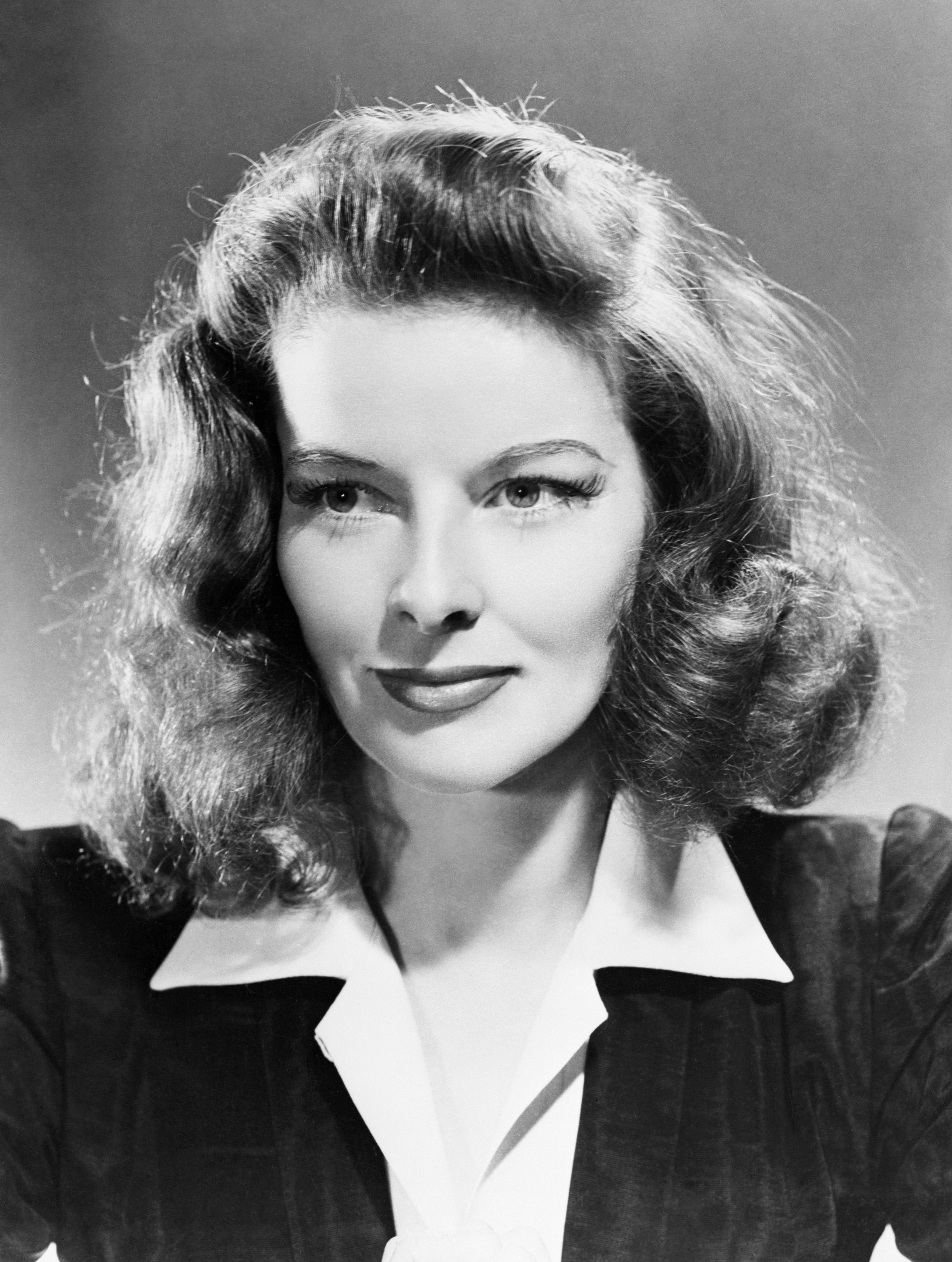
La actriz Katharine Hepburn navegó en el Orizaba a México para divorciarse en 1934.

En abril de 1934, la actriz estadounidense Katharine Hepburn navegó en el Orizaba desde Nueva York a Mérida, Yucatán, donde a su llegada solicitó su divorcio del empresario Ludlow «Luddy» Ogden Smith, con el que estaba casada desde diciembre de 1928. Una vez finalizado el divorcio, la actriz y su compañera de viaje, Laura Harding, planearon pasar una semana en La Habana antes de regresar a Nueva York. Otros pasajeros notables del Orizaba en la década de 1930 fueron el diplomático ecuatoriano Gonzalo Zaldumbide y el presidente cubano Fulgencio Batista. Zaldumbide, embajador de su país en los Estados Unidos, viajó a México en agosto de 1932 para asumir el cargo de embajador. En febrero de 1939 el Orizaba trasladó al líder cubano Fulgencio Batista de vuelta a La Habana después de una visita oficial de dos semanas a México.
A partir de mediados de la década de 1930, el Orizaba a menudo transportó barras de oro y plata desde Veracruz a Nueva York, donde se almacenaban en el Banco de la Reserva Federal de Nueva York y en el Chase National Bank. En octubre de 1933, el crucero embarcó 2,7 toneladas de barras y monedas de oro que tenían como destino final Londres, lo que llevó a algunos a creer que el oro se había sacado de contrabando de México para aprovechar que en el país azteca este metal precioso no pagaba impuestos. En julio de 1934 el barco transportó dieciséis cajas de oro mexicano y en enero de 1936 otras veinte cajas, en ambas ocasiones para su entrega final en el Chase National Bank. En dos ocasiones en 1935, la Ward Line envió más de mil barras de plata al Banco de la Reserva Federal de Nueva York, en concreto 1390 barras en marzo y 1933 en julio. México no era el único país desde el que el Orizaba sacaba metales preciosos, pues en marzo de 1934 transportó doce cajas de oro que contenían 84 barras por valor de 1 624 000 USD desde La Habana al banco Chase.
A mediados de 1939, el Orizaba fue fletado por la United States Lines junto a otros cuatro barcos para responder al incremento de pasajeros estadounidenses que regresaban de Europa huyendo de la guerra. En septiembre de ese año, el Orizaba fue desviado a Galway, Irlanda, para recoger a los supervivientes estadounidenses del SS Athenia, torpedeado por el submarino alemán U-30 el día 3 de septiembre. El barco devolvió a su país a 240 de los supervivientes a finales de mes. Tras completar este servicio de evacuación, en el verano de 1940 el Orizaba ancló en Nueva York hasta que el 27 de febrero de 1941 fue adquirido por la Comisión Marítima en nombre del ejército de los Estados Unidos.

## Segunda Guerra Mundial

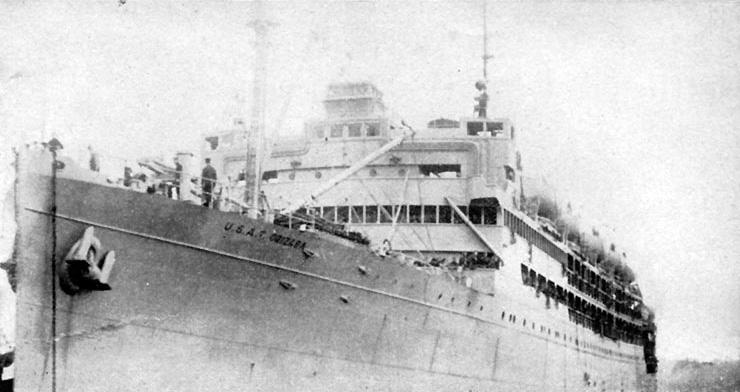
El entonces USAT Orizaba en puerto (1941).

Nuevamente readquirido por el Departamento de Guerra, el Orizaba completó un viaje a ida y vuelta a la Zona del Canal de Panamá. A su vuelta fue puesto en dique seco en los astilleros de Bethlehem Steel en Nueva York para recibir algunas modificaciones, tras lo cual fue transferido a la armada el 4 de junio de 1941 y comisionado con la denominación Orizaba (AP-24) el día 15 de junio.
Después de varios meses en operaciones costeras, el barco de transporte, entonces armado con dos cañones de 130 mm y cuatro de 76 mm, zarpó de Nueva York en abril de 1942 para su primera travesía atlántica durante la Segunda Guerra Mundial. Navegando a través de Islandia, recaló en Inglaterra, Ciudad del Cabo, Recife y Norfolk (Virginia), desde la cual puso proa primero a las Bermudas y después a Puerto Rico. Regresando a Norfolk en enero de 1943, recorrió la costa este de Estados Unidos durante un mes y después continuó realizando viajes transatlánticos. Hasta julio, navegó a Orán, en la Argelia francesa llevando soldados desde Nueva York y trayendo prisioneros de guerra a la vuelta.

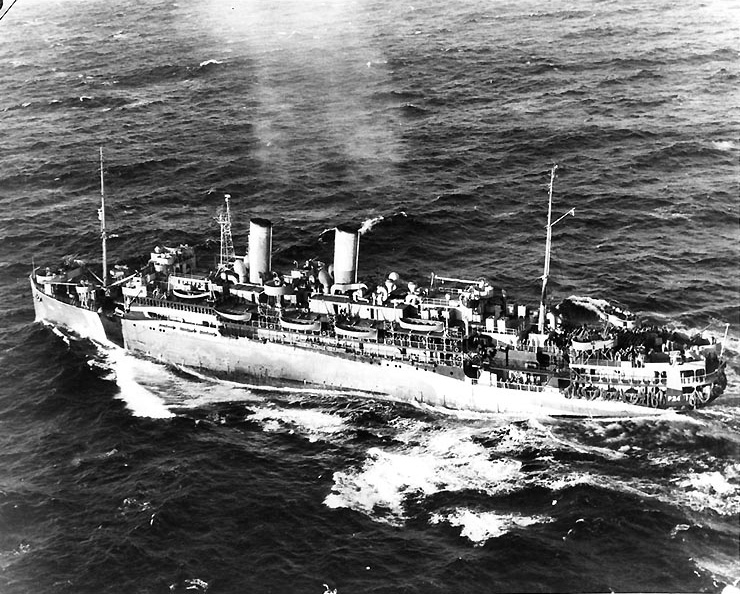
El USS Orizaba navegando con una pintura de camuflaje en 1944.

El 5 de julio el Orizaba partió de Orán como parte de la Task Force (TF) 81, la cual se unió al día siguiente a la TF 85, y el día 9 fondeó frente a Gela, en Sicilia, para desembarcar tropas en lanchas de desembarco. El 11 de julio el barco sufrió daños de poca importancia durante un ataque aéreo y por ello al día siguiente se retiró hasta Argelia con algunas bajas y heridos a bordo. A finales de ese mes regresó a Sicilia para descargar tropas y suministros en Palermo y en la noche del 1 de agosto levó anclas y puso rumbo a casa.
A su llegada a Nueva York el 22 de agosto, el Orizaba fue sometido a una revisión y enseguida navegó a Brasil y el mar Caribe. A finales de año dejó la costa este, atravesó el Canal de Panamá y navegó hasta el suroeste del Pacífico. Tras hacer escalas en Samoa, Numea, Brisbane y Milne Bay, regresó a la costa oeste de Estados Unidos en marzo de 1944, aunque muy pronto tuvo que desplazarse hasta el Pacífico central. De vuelta en San Francisco en el mes de junio, fue reparado. Sus siguientes destinos fueron las islas Marshall y Marianas, para a continuación poner rumbo al norte y recalar en las islas Aleutianas. Su ruta norte le llevó al puerto de Seattle el 1 de diciembre, donde embarcó soldados y suministros que luego desembarcó en Hawái. Tras pasar por San Francisco, navegó a Nueva Guinea, Filipinas y Ulithi para llevar más tropas y material militar a las fuerzas estadounidenses que se preparaban para la batalla de Okinawa.
Desde Ulithi, el Orizaba navegó al este, atravesó otra vez el Canal de Panamá y fondeó en Tampa, Florida. Fue puesto fuera de servicio el 23 de abril de 1945, revisado y reparado. El 16 de julio de 1945 el veterano transporte fue transferido a la Marina de Brasil bajo los términos de la Ley de Préstamo y Arriendo. En junio de 1953 la transferencia a Brasil se convirtió en permanente y por ello el 20 de julio de ese año fue retirado del registro de barcos de la armada estadounidense. El Orizaba fue galardonado con una Estrella de servicio por su labor para la armada durante la Segunda Guerra Mundial. A fecha de 2008, ningún otro buque de la marina estadounidense ha sido bautizado Orizaba.

## Servicio en la Marina de Brasil

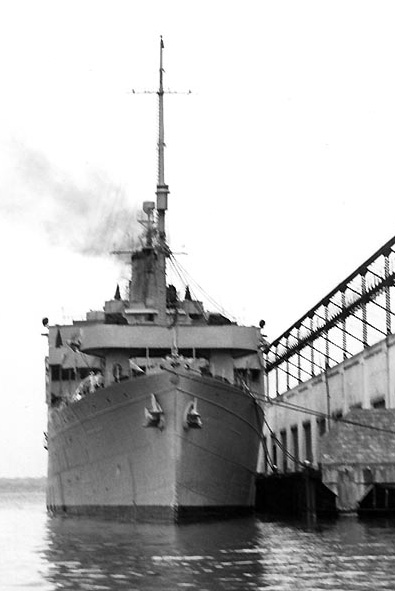
El Duque de Caxias (U-11) en puerto (década de 1950).

La Marina de Brasil asumió el control del Orizaba en Tampa el 16 de julio de 1945 y renombró el veterano transporte como Duque de Caxias (U-11), segundo navío de la armada sudamericana en ser nombrado en honor de Luís Alves de Lima e Silva, duque de Caxias, patrón de la Marina de Brasil.
El Duque de Caxias se dirigió a Nápoles y allí embarcó a miembros de la Fuerza Expedicionaria Brasileña que regresaban a casa. El barco arribó a Río de Janeiro por primera vez el 17 de septiembre de 1945. Su siguiente tarea fue embarcar material militar estadounidense de bases norteamericanas en suelo brasileño y navegó a Nueva York, donde fondeó el 10 de noviembre de 1945. Allí recogió soldados brasileños heridos en la contienda mundial y que habían estado recuperándose en Estados Unidos.
El 31 de julio de 1947, un día después de regresar a Río de Janeiro desde Europa, un vertido de aceite en sus calderas provocó un incendio en la sala de máquinas que rápidamente se extendió a los camarotes de primera clase y causó la muerte de 27 personas. El 1 de agosto, el Duque de Caxias fue remolcado desde su posición frente a Cabo Frío hasta la bahía de Río de Janeiro. El transporte había llevado 1060 pasajeros a Lisboa, Marsella y Nápoles, además de 500 tripulantes, y traído de vuelta refugiados italianos.
En 1953 el Duque de Caxias fue reconvertido en buque escuela y en agosto de ese año comenzó un crucero de formación por Europa y el Mediterráneo, el cual incluyó una visita de doce días a Nueva York en marzo de 1954. El barco regresó a Estados Unidos en diciembre de 1955, con guardiamarinas a bordo que visitaron la Academia Naval de los Estados Unidos y honraron con un cóctel al embajador brasileño, Joao Carlos Muniz, en la embajada carioca en Washington D. C. En octubre del año siguiente, el Duque de Caxias recaló en Filadelfia y el nuevo embajador de Brasil, Ernani do Amaral Peixoto, que además era almirante de la Marina, presidió una velada en honor del capitán Antonio Andrade, los oficiales y los guardiamarinas del barco. El veterano Duque de Caxias fue dado de baja el 13 de abril de 1959 y finalmente desguazado en 1963.